# Beroe abyssicola
Beroe abyssicola är en kammanetart som beskrevs av Theodor Mortensen 1927. Beroe abyssicola ingår i släktet Beroe, och familjen Beroidae. Inga underarter finns listade.